# Bundestagswahlkreis Bad Liebenwerda – Finsterwalde – Herzberg – Lübben – Luckau
Der Bundestagswahlkreis Bad Liebenwerda – Finsterwalde – Herzberg – Lübben – Luckau war von 1990 bis 2002 ein Wahlkreis in Brandenburg. Er besaß die Nummer 282 und umfasste die ehemaligen Kreise Bad Liebenwerda, Finsterwalde, Herzberg, Lübben und Luckau. Im Zuge der Reduzierung der Anzahl der Wahlkreise in Brandenburg bei der Wahlkreisreform von 2002 von zwölf auf zehn wurde das Gebiet des Wahlkreises auf die Wahlkreise Dahme-Spreewald – Teltow-Fläming III – Oberspreewald-Lausitz I und Elbe-Elster – Oberspreewald-Lausitz II aufgeteilt.
Der letzte direkt gewählte Wahlkreisabgeordnete war Stephan Hilsberg (SPD).

## Wahlkreissieger
| Wahl | Name             | Partei | Erststimmen |
| ---- | ---------------- | ------ | ----------- |
| 1998 | Stephan Hilsberg | SPD    | 45,9 %      |
| 1994 | Stephan Hilsberg | SPD    | 44,5 %      |
| 1990 | Michael Stübgen  | CDU    | 44,0 %      |